# Lutín (district d'Olomouc)
Lutín (en allemand : Luttein) est une commune du district et de la région d'Olomouc, en République tchèque. Sa population s'élevait à 3 132 habitants en 2025.

## Géographie
Lutín se trouve à 9 km à l'ouest-nord-ouest d'Olomouc, à 56 km au nord-est de Brno, à 88 km à l'ouest-sud-ouest d'Ostrava et à 203 km à l'est-sud-est de Prague.
La commune est limitée par Slatinice au nord-ouest, par Luběnice au nord, par Hněvotín à l'est, par Olšany u Prostějova au sud-est, par Čelechovice na Hané au sud, et par Slatinky au sud-ouest.

## Histoire
La première mention écrite de Lutín date de 1234, mais de 1131 pour le village de Třebčín, aujourd'hui un quartier de la commune.

## Administration
La commune se compose de deux sections :
- Lutín
- Třebčín

## Galerie

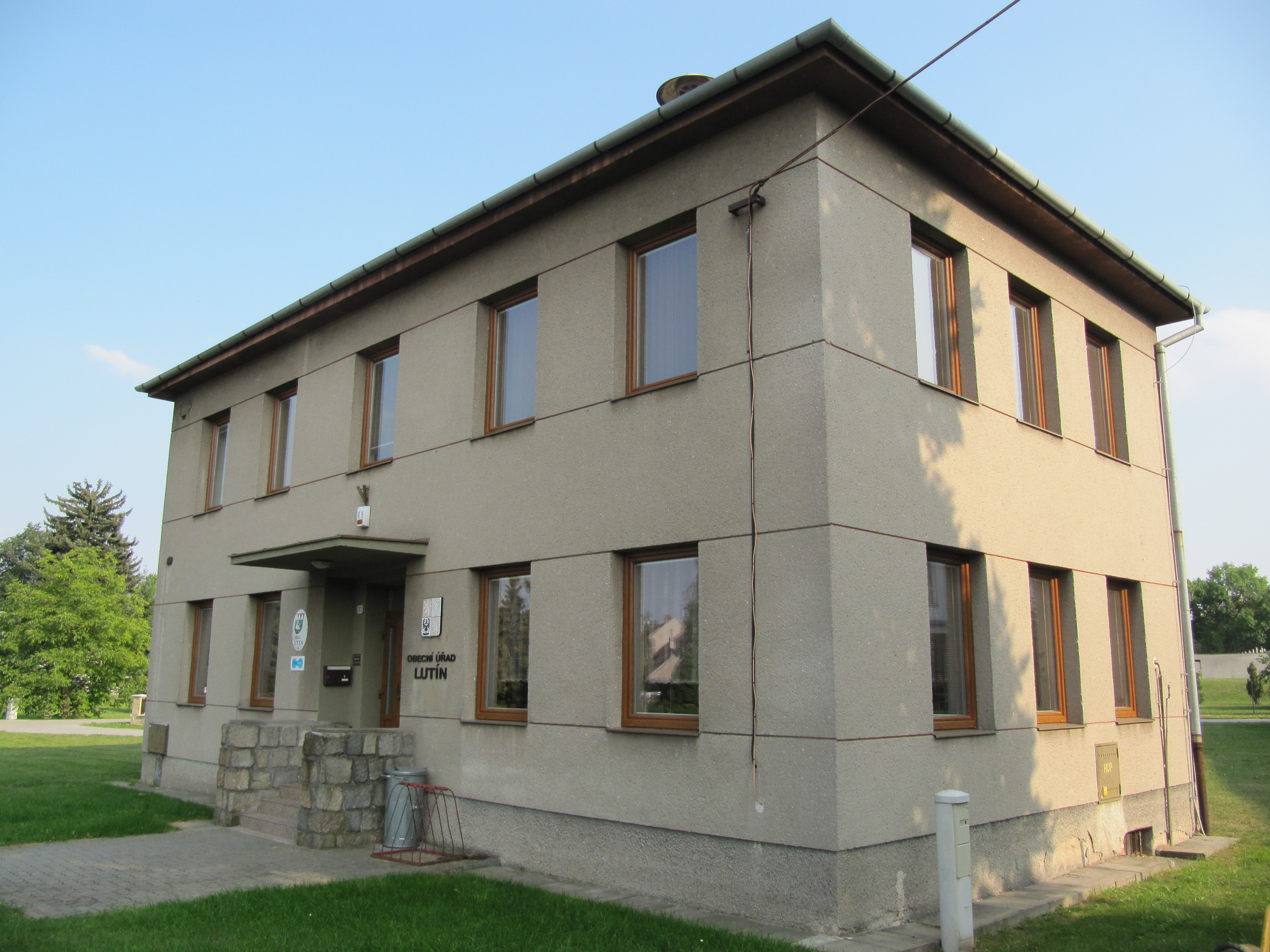
Lutín : la mairie.
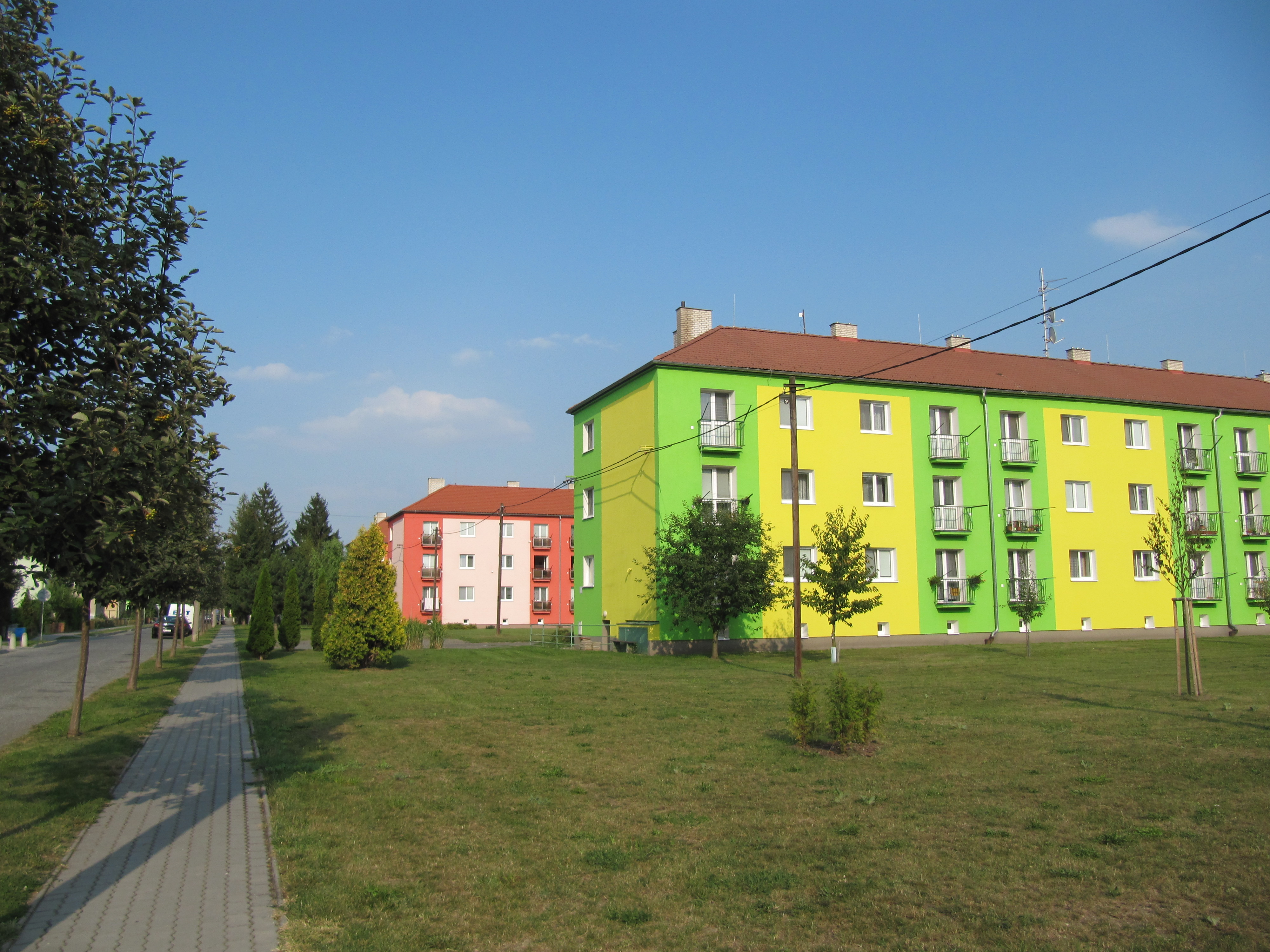
Immeubles résidentiels.

## Économie
La principale entreprise de la commune est la société Sigma, fondée en 1868, qui fabrique une grande variété de pompes. Cette entreprise a été privatisée en 1994 et emploie 550 salariés.

## Transports
Par la route, Lutín se trouve à 11 km d'Olomouc, à 72 km de Brno, à 104 km d'Ostrava et à 259 km de Prague.